# زائو، میاگی
زائو، میاگی (به لاتین: Zaō, Miyagi) یک منطقهٔ مسکونی در ژاپن است که در استان میاگی واقع شده‌است. زائو ۱۵۲٫۸۵ کیلومترمربع مساحت و ۱۲٬۴۱۷ نفر جمعیت دارد.